# صاحب الملكية (فلم 1914)
صاحب الملكية (بالإنجليزية: The Property Man)، يعرف أيضا بأسم (تشارلي صبي المسرح)، وهو فيلم كوميدي أمريكي صامت من عام 1914 من بطولة تشارلي تشابلن تم إنتاجه في استوديوهات كيستون.

## القصة
تدور أحداث الفيلم حول لص أنيق يغازل مابيل، ومن ثم تقيم مابيل حفلًا، ويقرر اللص حضور هذا الحفل في هيئة كونت فرنسي، لكن سلوكه الغريب يصدم حضور الحفل كافة.

## طاقم التمثيل
- تشارلي تشابلن - رجل الممتلكات
- فيليس ألين - لينا فات
- أليس دافنبورت - ممثلة
- تشارلز بينيت - جورج هام زوج لينا
- ماك سينيت - رجل من المشاهدين
- نورما نيكولز - فنان فوديفيل
- جو بوردو - ممثل كبير بالسن
- هاري مكوي - سكران من المشاهدين
- لي موريس - رجل من المشاهدين

## وصلات خارجية
- مقالات تستعمل روابط فنية بلا صلة مع ويكي بيانات
- The Property Man على يوتيوب
- صاحب الملكية متوفر للتحميل المجاني على أرشيف الإنترنت